# George Yonge
George Yonge (født 1731, død 25. september 1812) var en britisk krigssekretær (1782–1783 og 1783–1794) og guvernør i Kapkolonien (1799–1801).
Han tjente også som medlem af parlamentet for Honiton fra 1754 til 1761 og igen fra 1763 til 1796.